# Dipsas sazimai
Dipsas sazimai là một loài rắn trong họ Rắn nước. Loài này được Fernandes, Marques & Argôlo mô tả khoa học đầu tiên năm 2010.